# 아디 샤미르
아디 샤미르(1952년 7월 6일, 히브리어: עֲדִי שָמִיר ~ )는 이스라엘의 암호학자, 컴퓨터 과학자이다. 로널드 라이베스트, 레오널드 에이들먼과 함께 오늘날 가장 널리 쓰이는 RSA 공개키 암호 시스템을 발명했으며, 암호학과 컴퓨터 과학분야에 지대한 공헌을 했다.
2004년에는 암호학 분야의 공헌을 인정받아 RSA의 발명자들과 함께 튜링상을 수상했다.

## 주요 경력
- 1952년 이스라엘 텔아비브출생.
- 1973년 텔아비브 대학교 수학과에서 학사학위 받음.
- 1975년 바이츠만 과학 연구소에서 컴퓨터 과학 석사학위 받음.
- 1977년 바이츠만 과학 연구소에서 컴퓨터 과학 박사학위 받음.
- 1977년-1980년 매사추세츠 공과대학교에서 연구.
- 현재 바이츠만 과학 연구소에서 교수로 재직중.
- 2002년 계산기 학회 튜링상 수상.

## 연구 분야
샤미르는 주로 암호학에 공헌하였으며, 대표적으로 RSA 암호를 함께 발명했다. 이외에도 차분 공격을 비롯하여 암호공격 분야에 영향을 주었다.
암호학 이외에서도 PSPACE와 IP가 동일하다는 것을 증명하기도 했다.

## 샤미르의 법칙
2004년 튜링 상을 수상한 후 강연에서 다음과 같은 보안의 3법칙을 제시하였다.
- 절대적으로 안전한 시스템은 존재하지 않는다. (Absolutely secure systems do not exist.)
- 취약점을 반으로 줄이려면 비용을 두 배로 늘려야 한다. (To halve your vulnerability, you have to double your expenditure.)
- 암호에 대한 공격은 일반적으로 우회하는 것이지, 뚫고 들어가는 것이 아니다. (Cryptography is typically bypassed, not penetrated.)